# Bamboozled
Bamboozled es una película de 2000 escrita y dirigida por Spike Lee sobre un show moderno de TV que hace burla de las personas negras tal y como se hacía en los shows del siglo XIX y principios del XX en EE. UU., con actores con maquillaje color negro y rojo en su cara para parecer más estereotipados y burlescos. La película es una reflexión sobre la imagen ridiculizadora de las personas negras en los medios de comunicación y cómo esto afecta a la comunidad negra. La película fue lanzada por la New Line Cinema durante el otoño de 2000.

## Elenco
- Damon Wayans como Pierre Delacroix/Peerless Dothan.
- Tommy Davidson como Womack/"Sleep 'n Eat".
- Savion Glover como Manray/"Mantan".
- Jada Pinkett Smith como Sloan Hopkins.
- Michael Rapaport como Thomas Dunwitty.
- Mos Def como Julius Hopkins/"Big Blak Afrika".
- Thomas Jefferson Byrd como "Honeycutt".
- Paul Mooney como Junebug.
- Gano Grills como "Double Blak".
- Canibus como "Mo Blak".
- Charli Baltimore como "Smooth Blak".
- MC Serch como "One-Sixteenth Blak".
- The Roots

## Producción
La mayor parte de la película fue filmada en Mini DVD usando una cámara Sony VX 1000. 

## Banda sonora
La banda sonora de la película fue lanzada el 26 de septiembre de 2000 por Motown Records.